# Републикански път III-1011
Републикански път IIІ-1011 е третокласен път, част от Републиканската пътна мрежа на България, на територията на област Монтана. Дължината му е 14,7 km.
Пътят се отклонява наляво при 46,3 km на Републикански път III-101 в центъра на село Владимирово и се насочва на североизток през Западната Дунавска равнина. Минава през село Мадан и в центъра на село Септемврийци се свързва с Републикански път III-133 при неговия 41,5 km.
| Пътища, отклоняващи се надясно (населено място, № на пътя, посока на пътя) | km   | Пътища, отклоняващи се наляво (посока на пътя, № на пътя, населено място) |
| -------------------------------------------------------------------------- | ---- | ------------------------------------------------------------------------- |
| Община Бойчиновци, III-101, 46,3 km, с. Владимирово ←                      | 0,0  | ← с. Владимирово, 46,3 km, III-101, Община Бойчиновци                     |
| с. Мадан                                                                   | 7,5  | с. Мадан                                                                  |
| Община Вълчедръм                                                           | 11,1 | Община Вълчедръм                                                          |
| (от гр. Бяла Слатина) III-133, 41,5 km, с. Септемврийци →                  | 14,7 | → с. Септемврийци, 41,5 km, III-133 (до 146,2 km на II-81)                |